# Kehraus
Kehraus bezeichnet die Schlussphase von Tanzveranstaltungen, abgeleitet vom „Auskehren“ aufgrund der langen Ballkleider der Tänzerinnen.
Ursprünglich wurden Schlusstänze wie der Großvatertanz oder Endreihen bei Hochzeitsfesten und anderen Tanzveranstaltungen als Kehraus bezeichnet. Dieser begann: 

„[…] mit langsamer, marschähnlicher Tour im 3/8-Takt, während der die Tanzenden durch die Zimmer, auch wohl über die Straßen zogen, worauf zwei Musikteile in raschem 2/4-Takt und ekossäseähnliche Touren folgten. Den Namen Großvatertanz hat der K. von den Textworten, die man zu der altertümlichen Musik sang: »Und als der Großvater die Großmutter nahm etc.« In Westfalen wird der K. unter dem Namen Tempête getanzt, welcher Name wahrscheinlich auf die mittelalterliche Stampita, Estampita, Stampenie, zurückläuft.“

Ein anonym überlieferter Kehraus im 2/4-Takt findet sich zum Beispiel in der Sammlung des Oscar Chilesotti.
Insbesondere werden auch die Faschingsfeierlichkeiten am Abend des Faschingsdienstags als „närrischer Kehraus“ bezeichnet. Diese Faschingsbälle sollen sich durch besonders exzessives Feiern auszeichnen. Dies wird oft damit begründet, dass „am Aschermittwoch alles vorbei“ sei, und sich viele Feiernde für diesen Tag beurlaubt haben. Trotz aller Ausgelassenheit wird beim Kehraus auf die Einhaltung der Sperrstunde geachtet: Sämtliche Feierlichkeiten enden daher um 24 Uhr und sind oft mit der traditionellen „Beerdigung“ einer Puppe verbunden, welche die „närrische Zeit“ symbolisieren soll.
Der gleichnamige Spielfilm von Gerhard Polt, der 1983 in die deutschen Kinos kam, bearbeitet dieses Thema satirisch. Eine metaphorische Bearbeitung erfolgte in dem Dokumentarfilm Kehrein, Kehraus von Gerd Kroske, der sich mit der Wende in Leipzig beschäftigt. Veraltet wird auch das Aufräumen oder Beenden derart bezeichnet.